# Europeada 2016
Navigation
Édition précédente Autriche 2022

Italie.

Le tournoi Europeada 2016 est la 3e édition de la Coupe d'Europe de football regroupant des minorités linguistiques et des nations sans État.  
L'Europeada se dispute aux même dates que le Championnat d'Europe de football 2016 organisé par l'UEFA,,.
Il s'agit d'un tournoi international de football créé et subventionné par l'UFCE, organisation non gouvernementale (ONG) soutenue par le Conseil de l'Europe et l'Organisation des Nations unies.
Le troisième tournoi se déroule en Italie dans la Province autonome de Bolzano plus communément connue sous le nom de Tyrol du Sud,,,.
Le tournoi masculin oppose 24 équipes et un tournoi féminin à six équipes est également organisé pour la première fois,,.
C'est l'équipe du Tyrol du Sud qui remporte le tournoi masculin pour la 3e fois consécutive.
Le premier tournoi féminin est également remporté par l'équipe du Tyrol.
Trois équipes du tournoi sont membres de la ConIFA,.

## Équipes participant à l'Europeada
| Groupe A                                                               | Groupe B                                                                                 | Groupe C                                                                      | Groupe D                                                                   | Groupe E                                                             | Groupe F                                                                                     |
| ---------------------------------------------------------------------- | ---------------------------------------------------------------------------------------- | ----------------------------------------------------------------------------- | -------------------------------------------------------------------------- | -------------------------------------------------------------------- | -------------------------------------------------------------------------------------------- |
| - Ladins - Hongrois de Roumanie - Adalet - Turcs de Thrace occidentale | - Croates de Serbie - Ligue romanche - Roms de Hongrie - Minorités nationales estonienne | - Felvidék - Slovène de Carinthie (Land) - Sorabes de Lusace - Nord-Schleswig | - Occitanie, - Minorité slovaque de Hongrie - Schleswig du Sud - Aroumains | - Tyrol du Sud - Frisons du nord - Île de Man - FC DFK Haute-Silésie | - Russes d'Allemagne - Serbes de Croatie - Minorité allemande de Hongrie - FC Luserna Cimbre |

## Histoire
Le championnat d'Europe de football est réservé aux sélections sportives des minorités linguistiques d'Europe. Il est organisé par l'Union fédéraliste des communautés ethniques européennes. Il s'agit de la troisième édition.

### Particularité
La majorité des habitants du Tyrol du sud parlent la langue allemande, plus précisément un dialecte allemand du groupe bavarois appelé Südtirolerisch (tyrolien méridional). Un quart de la population est italophone et une petite minorité emploie une des formes du ladin comme langue maternelle.

### Géographie
La province est limitrophe au nord et à l'est de l'Autriche (Tyrol et Salzbourg), à l'ouest de la Suisse (Grisons), au sud-est de la Vénétie (province de Belluno), au sud de la province autonome de Trente (Trentin) et au sud-ouest (par le col du Stelvio) de la Lombardie (province de Sondrio).

### Tirage au sort
Le 14 décembre 2015, le tirage au sort des groupes a lieu en présence des représentants des associations et des équipes, au Tyrol du sud, dans la vallée de Val Pusteria et Val Badia.

### Format
En 2016, le tournoi a lieu dans le Tyrol du Sud. Pour la première fois, 24 équipes masculines participent au championnat. Elles sont réparties en six groupes de quatre. De plus, un tournoi pour six équipes féminines est organisé (deux groupes de trois équipes). Il est organisé par les Tyroliens germanophones et les Ladins et a lieu du 18 au 26 juin sur huit sites répartis dans la vallée de Val Pusteria et Val Badia,.

### Organisation
Neuf villages (Villabassa, Valle Aurina, Valdaora, Campo Tures, Falzes, Selva dei Molini, San Martino in Badia, Saint-Vigil de Enneberg, Muehlwald sont choisis pour loger les équipes et pour accueillir les matchs.

### Slogan
Le slogan de l'Europeada 2016composé de trois mots est choisi par le comité d'organisation : "Diversité, Conscience et Respect" (en anglais : "Diversity.Awareness.Respect").

### Finales masculine et féminine

#### Tournoi Homme
L'équipe du Tyrol du sud remporte son troisième trophée de champion de l'Europeada, en battant en finale l'Occitanie sur me score de 2 à 1,,.

#### Tournoi Femme
Le 4 mai 2016, la sélection féminine des Russes d'Allemagne commence sa préparation à l'Europeada à Moscou. Maria Oldenburger, âgée de 16 ans, est la plus jeune joueuse de la sélection des Russes d'Allemagne .
La sélection féminine des Sorabes de Lusaces présente à Nebelschütz les 22 joueuses de sa sélection féminine. L'entraîneur de l'équipe est Peter Böhmak et la capitaine est Andreas Rachel,,. Elles rencontrent dans le groupe X l'Occitanie et le Tyrol du Sud. L'équipe féminine des Sorabes de Lusace compte dans son effectif la plus jeune joueuse du tournoi, Lara Brückner âgée seulement de 15 ans.
L'Occitanie et le Tyrol du sud remporte les demi-finales.
Le premier tournoi féminin est remporté par l'équipe du Tyrol du sud face à l'Occitanie 3 à 2,.

## Tournoi masculin
Tournoi masculin

### Phase de groupes

#### Groupe A

##### Classements et résultats
| Équipe                      | J | V | N | D | BM | BE | DB  | Pts |
| --------------------------- | - | - | - | - | -- | -- | --- | --- |
| Ladins                      | 3 | 3 | 0 | 0 | 13 | 1  | +12 | 9   |
| Hongrois de Roumanie        | 3 | 2 | 0 | 1 | 10 | 3  | +7  | 6   |
| Adalet                      | 3 | 1 | 0 | 2 | 4  | 14 | -10 | 3   |
| Turcs de Thrace occidentale | 3 | 0 | 0 | 3 | 0  | 9  | -9  | 0   |

| 19 juin 2016     | Ladins              | 2 - 1 | Hongrois de Roumanie | San Martino in Badia |  |
|                  | David Huber 27e 57e |       | 73e Norbert Dénes    |                      |  |
| Alexandre Demetz | (Rapport)           |       |                      |                      |  |

| 19 juin 2016 | Adalet    | 3 - 0 Forfait | Turcs de Thrace occidentale | San Martino in Badia |  |
|              |           |               |                             |                      |  |
|              | (Rapport) |               |                             |                      |  |

| 20 juin 2016                            | Hongrois de Roumanie                                              | 6 - 1 | Adalet            | Saint-Vigil de Enneberg |  |
|                                         | Petru Silion 14e 42e 64e 83e · Balázs Székely 87e · Ákos Süto 90e |       | 57e Artur Temirov |                         |  |
| Ákos Sütö · Petru Silion · Robert Oprea | (Rapport)                                                         |       |                   |                         |  |

| 20 juin 2016 | Ladins    | 3 - 0 Forfait | Turcs de Thrace occidentale | Saint-Vigil de Enneberg |  |
|              |           |               |                             |                         |  |
|              | (Rapport) |               |                             |                         |  |

| 21 juin 2016 | Hongrois de Roumanie | 3 - 0 Forfait | Turcs de Thrace occidentale | Valdaora |  |
|              |                      |               |                             |          |  |
|              | (Rapport)            |               |                             |          |  |

| 21 juin 2016 | Ladins | 8 - 0                                       | Adalet | Valdaora |
|              | Samuel Frontull · Peter Mittermair · Marco Mutschlec · Florian Rubatscher · Davide Porcu · Aron Kostner · Alex Elzenbaumer |                                             |        |          |
|              | (Rapport) | Sevket Ceppar · Esat Alimov · Arsen Yakubov |        |          |

#### Groupe B

##### Classements et résultats
| Équipe                          | J | V | N | D | BM | BE | DB  | Pts |
| ------------------------------- | - | - | - | - | -- | -- | --- | --- |
| Croates de Serbie               | 3 | 3 | 0 | 0 | 20 | 2  | +18 | 9   |
| Ligue romanche                  | 3 | 2 | 0 | 1 | 9  | 7  | +2  | 6   |
| Roms de Hongrie                 | 3 | 1 | 0 | 2 | 6  | 8  | -2  | 3   |
| Minorités nationales estonienne | 3 | 0 | 0 | 3 | 0  | 18 | -18 | 0   |

| 19 juin 2016                                   | Roms de Hongrie                | 4 - 0                                                                    | Minorités nationales estonienne | Villabassa |
|                                                | György Juhász · Patrik Tarlósi |                                                                          |                                 |            |
| József Kertész · Milan Tarlósi · Tamás Sárközi | (Rapport)                      | Alexandre Kalinine · Dmitri Tarasenko · Mirza Gassimov · Rauf-Roman Miha |                                 |            |

| 19 juin 2016 | Croates de Serbie                                                      | 5 - 2                        | Ligue romanche       | Villabassa |  |
|              | Davor Poljaković 35e 42e · Bojan Ušumović 49e · Ricard Rascani 70e 90e |                              | 1re 90e Mauro Demont |            |  |
|              | (Rapport)                                                              | Mathias Flepp · Mauro Demont |                      |            |  |

| 20 juin 2016 | Croates de Serbie | 10 - 0 | Minorités nationales estonienne | Valdaora |
|              | Dario Vojnić 51e 57e 65e · Igor Skenderović 17e 24e · Damir Lukać 3e · Davor Šimić 66e · Milan Petres 82e · Richard Rascani 50e · Slaviša Stipancevic 45e |        |                                 |          |
|              | (Rapport) |        |                                 |          |

| 20 juin 2016      | Ligue romanche                              | 3 - 2                             | Roms de Hongrie                          | Valdaora |  |
|                   | Tiziano Vinzens 32e 38e · Matiu Dermont 89e |                                   | 73e Csaba Bencsik · 90+1e Patrik Tarlósi |          |  |
| Mathias Flepp 29e | (Rapport)                                   | 30e Toth Mate · 68e Sándor Németh |                                          |          |  |

| 21 juin 2016     | Ligue romanche                                               | 4 - 0                                                                 | Minorités nationales estonienne | Villabassa |
|                  | Ronny Caduff 60e 65e · Alig Matias 34e · Tiziano Vinzenz 81e |                                                                       |                                 |            |
| Ronny Caduff 88e | (Rapport)                                                    | 77e Rauf-Roman Mihailov · 81e Dmitri Tarasenko · 88e Lavani Laglilava |                                 |            |

| 21 juin 2016 | Croates de Serbie                                                                 | 5 - 0                                                 | Roms de Hongrie | Villabassa |
|              | Davor Simic 8e · Richard Rajcani 23e 35e · Kristijan Corba 28e · Dario Vojnic 45e |                                                       |                 |            |
|              | (Rapport)                                                                         | 4e Sarkozi Tamas · 7e Kardos Aron · 35e Tarlosi Milan |                 |            |

#### Groupe C

##### Classements et résultats
| Équipe                      | J | V | N | D | BM | BE | DB  | Pts |
| --------------------------- | - | - | - | - | -- | -- | --- | --- |
| Felvidék                    | 3 | 2 | 1 | 0 | 13 | 2  | +11 | 7   |
| Slovène de Carinthie (Land) | 3 | 2 | 0 | 1 | 15 | 3  | +12 | 6   |
| Sorabes de Lusace           | 3 | 1 | 1 | 1 | 9  | 6  | +3  | 4   |
| Nord-Schleswig              | 3 | 0 | 0 | 3 | 1  | 27 | -26 | 0   |

| 19 juin 2016                                                | Felvidék         | 1 - 0 | Slovène de Carinthie (Land) | Valle Aurina |
|                                                             | Lajos Kalmár 63e |       |                             |              |
| Busanzky Viktor 54e · Winkler Mark 75e · Rusznak Adam 90+1e | (Rapport)        |       |                             |              |

| 19 juin 2016         | Sorabes de Lusace                                                     | 5 - 1 | Nord-Schleswig     | Valle Aurina |  |
|                      | David Jursch 2e 11e · Jonas Krautschick 14e 71e · Peter Domaschke 88e |       | 37e Lorcan Mensing |              |  |
| Jonas Krautschik 75e | (Rapport)                                                             |       |                    |              |  |

| 20 juin 2016                                                   | Felvidék                                  | 2 - 2                              | Sorabes de Lusace                     | Muehlwald |  |
|                                                                | Renáto Meszlényi 35e · Mèszàros Dàvid 73e |                                    | 1re Simon Sauer · 55e Peter Domaschke |           |  |
| Ádám Rusznák 34e · Busànszky Viktor 44e · Renáto Meszlényi 75e | (Rapport)                                 | 42e Denny Krahl · 77e Dirk Scholze |                                       |           |  |

| 20 juin 2016 | Slovène de Carinthie (Land) | 12 - 0 | Nord-Schleswig | Muehlwald |
|              | Thomas Riedl 16e 31e 43e · Maximilian Kumer 72e 77e 85e · Christian Dlopst 11e 38e · Darjan Aleksič 71e · Florian Kelih 80e · Markus Mikl 40e · Matija Smrtnik 49e |        |                |           |
|              | (Rapport) |        |                |           |

| 21 juin 2016 | Felvidék | 10 - 0          | Nord-Schleswig | Campo Tures |
|              | Renato Meszlenyi 41e 45e · David Zoller 60e 88e · György Prágai 50e 75e · Nemeth Zoli 18e · Lajos Kalmar 46e · Jozsef Katona 71e · David Meszaros 82e |                 |                |             |
| Gyula Kalmár | (Rapport) | Paul Bucka Andr |                |             |

| 21 juin 2016                   | Slovène de Carinthie (Land)                                        | 3 - 2                                    | Sorabes de Lusace                     | Campo Tures |  |
|                                | Daniel Fratschko 24e · Marjan Kropiunik 65e · Rafael Lerchster 89e |                                          | 26e Denny Krahl · 50e Peter Domaschke |             |  |
| Gabriel Gregorn · Toni Smrtnik | (Rapport)                                                          | Denny Krahl · Felix Rehor · Karl Petrick |                                       |             |  |

#### Groupe D

##### Classements et résultats
| Équipe                       | J | V | N | D | BM | BE | DB  | Pts |
| ---------------------------- | - | - | - | - | -- | -- | --- | --- |
| Occitanie                    | 3 | 2 | 1 | 0 | 9  | 3  | +6  | 7   |
| Minorité slovaque de Hongrie | 3 | 2 | 0 | 1 | 12 | 7  | +5  | 6   |
| Schleswig du Sud             | 3 | 1 | 1 | 1 | 9  | 4  | +5  | 4   |
| Aroumains                    | 3 | 0 | 0 | 3 | 2  | 18 | -16 | 0   |

| 19 juin 2016    | Occitanie                                                         | 4 - 1       | Aroumains   | Campo Tures |  |
|                 | Mathieu Irigoyemboyde · Quentin Chalut Natal · Guillaume Lafuente |             | Danut Stere |             |  |
| Pierre Barremae | (Rapport)                                                         | Danut Stere |             |             |  |

| 19 juin 2016                             | Minorité slovaque de Hongrie              | 3 - 2             | Schleswig du Sud              | Campo Tures |  |
|                                          | Gabor Krajcs · Robert Furar · Daniel Zima |                   | Jonas Walter · Lukas Linhardt |             |  |
| Bence Busa · Dávid Murvai · Róbert Furár | (Rapport)                                 | Martin Steffensen |                               |             |  |

| 20 juin 2016                        | Schleswig du Sud                                                                               | 6 - 0                                         | Aroumains | Valle Aurina |
|                                     | Viorel Craciun 3e · Tim Meyer 20e 89e · Lukas Larsen 25e · Jonas Walter 62e · Jaris Düring 83e |                                               |           |              |
| Ruven Möller 63e · Fabian Wobig 75e | (Rapport)                                                                                      | 16e Stelian Carabas · 28e 56e 56e Vasile Sicu |           |              |

| 20 juin 2016                           | Occitanie                                                               | 4 - 1                                | Minorité slovaque de Hongrie | Valle Aurina |  |
|                                        | Mickael Bertini 51e 93e · Boris Massarè 52e · Mathieu Irigoyemborde 85e |                                      | 84e Róbert Furár             |              |  |
| Bastien Cantier 68e · Remi Bilhere 90e | (Rapport)                                                               | 21e David Murvai · 86e Attila Binges |                              |              |  |

| 21 juin 2016 | Minorité slovaque de Hongrie                                                                          | 8 - 1                           | Aroumains                    | Muehlwald |  |
|              | Róbert Furár 28e 43e 86e · Máté Mészáros 37e 87e · Daniel Zima 6e · Ákos Barta 23e · Dávid László 39e |                                 | 48e Alexandru Nicolae Bujicu |           |  |
| Ákos Barta   | (Rapport)                                                                                             | Décébal Curumi · Viorel Craciun |                              |           |  |

| 21 juin 2016 | Occitanie               | 1 - 1       | Schleswig du Sud     | Muehlwald |  |
|              | Pierre Barremaecker 26e |             | 17e Steffen Eglseder |           |  |
|              | (Rapport)               | Erik Wegner |                      |           |  |

#### Groupe E

##### Classements et résultats
| Équipe               | J | V | N | D | BM | BE | DB  | Pts |
| -------------------- | - | - | - | - | -- | -- | --- | --- |
| Tyrol du Sud         | 3 | 3 | 0 | 0 | 14 | 3  | +11 | 9   |
| Frisons du nord      | 3 | 1 | 1 | 1 | 10 | 15 | -5  | 4   |
| Île de Man           | 3 | 1 | 0 | 2 | 4  | 6  | -2  | 3   |
| FC DFK Haute-Silésie | 3 | 0 | 1 | 2 | 6  | 10 | -4  | 1   |

| 19 juin 2016                              | Tyrol du Sud                                     | 3 - 0                                   | Île de Man | Valdaora |
|                                           | Stefan Pareiner · Piter Maier · Thomas Piffrader |                                         |            |          |
| Matthias Pareiner 46e · Martin Ritsch 80e | (Rapport)                                        | 32e 80e 80e Calum Morrisey · Sean Doyle |            |          |

| 19 juin 2016     | Frisons du nord                                                | 5 - 5 | FC DFK Haute-Silésie                                                                  | Valdaora |  |
|                  | Jannik Drews 45e 58e 70e · Lasse Paulsen 48e · Tobias Zuth 75e |       | 2e 6e Tomasz Schichta · 32e Adam Zajac · 22e Damian Skoruppa · 90+2e Damian Serwuszok |          |  |
| Erk Petersen 95e | (Rapport)                                                      |       |                                                                                       |          |  |

| 20 juin 2016                                             | Frisons du nord                 | 3 - 2                                                          | Île de Man  | Villabassa |  |
|                                                          | Lasse Paulsen 20e · Tobias Zuth |                                                                | Furo Davies |            |  |
| Johannsen Leve 17e · Daniel Johannsen · Bende Bartlefsen | (Rapport)                       | 13e Rhys Oates · Alexander Harrison · Furo Davies · Jack McVey |             |            |  |

| 20 juin 2016        | Tyrol du Sud                                        | 3 - 1            | FC DFK Haute-Silésie | Villabassa |  |
|                     | Simon Greif 12e · Lukas Hofer 17e · Piter Maier 84e |                  | 15e Tomasz Copik     |            |  |
| Daniel Kaneider 72e | (Rapport)                                           | 15e Damian Polok |                      |            |  |

| 21 juin 2016 | Île de Man                       | 2 - 0            | FC DFK Haute-Silésie | Valdaora |
|              | Frank Jones 13e · Sean Doyle 54e |                  |                      |          |
|              | (Rapport)                        | 75e Damian Polok |                      |          |

| 21 juin 2016 | Tyrol du Sud | 8 - 2                        | Frisons du nord    | Valdaora |  |
|              | Stefan Pareiner 56e 65e · Martin Pichler 62e · Martin Ritsch 26e · Matthias Bacher 41e · Piter Maier 15e · Simon Greif 13e · Thomas Piffrader 44e |                              | 2e 7e Jannik Drews |          |  |
|              | (Rapport) | Jannik Drews · Jannik Heider |                    |          |  |

#### Groupe F

##### Classements et résultats
| Équipe                        | J | V | N | D | BM | BE | DB  | Pts |
| ----------------------------- | - | - | - | - | -- | -- | --- | --- |
| Russes d'Allemagne            | 3 | 2 | 1 | 0 | 17 | 1  | +16 | 7   |
| Serbes de Croatie             | 3 | 1 | 2 | 0 | 10 | 2  | +8  | 5   |
| Minorité allemande de Hongrie | 3 | 0 | 2 | 1 | 4  | 13 | -9  | 2   |
| FC Luserna Cimbre             | 3 | 0 | 1 | 2 | 3  | 18 | -15 | 1   |

| 19 juin 2016 | Serbes de Croatie                            | 8 - 0                           | FC Luserna Cimbre | Falzes |
|              | Nenad Erić · Strahinja Božić · Nemanja Dorić |                                 |                   |        |
| Marko Vujčić | (Rapport)                                    | Simone Nicolussi · Umberto Bovi |                   |        |

| 19 juin 2016 | Russes d'Allemagne                                                                 | 9 - 0 | Minorité allemande de Hongrie | Falzes |
|              | Ilia Shtein · Artur Shleermakher · Timur Dzebosov · David Togoev · Aleksandr Genze |       |                               |        |
|              | (Rapport)                                                                          |       |                               |        |

| 20 juin 2016       | Russes d'Allemagne | 0 - 0                          | Serbes de Croatie | San Martino in Badia |  |
|                    |                    |                                |                   |                      |  |
| Artur Shleermakher | (Rapport)          | Davor Majkić · Ognjen Knežević |                   |                      |  |

| 20 juin 2016 | Serbes de Croatie                        | 2 - 2 | Minorité allemande de Hongrie | San Martino in Badia |  |
|              | Nenad Erić 45e · Aleksandar Glamocak 90e |       | 7e 9e Viktor Schneider        |                      |  |
|              | (Rapport)                                |       |                               |                      |  |

| 21 juin 2016                                     | Minorité allemande de Hongrie | 2 - 2                              | FC Luserna Cimbre        | Saint-Vigil de Enneberg |  |
|                                                  | László Várfalvi 67e · ? 70e   |                                    | 25e 35e Moreno Nicolussi |                         |  |
| László Várfalvi · Róbert Muth · Viktor Schneider | (Rapport)                     | Marzio Piccinini · Matteo Nicoluss |                          |                         |  |

| 21 juin 2016                                | Russes d'Allemagne | 8 - 1 | FC Luserna Cimbre    | Saint-Vigil de Enneberg |  |
|                                             | Ivan Vigil 11e · Artur Shleermakher 29e · Artem Gafner 30e · Konstantin Takoev 38e 64e · Nikolai Sharlapov 43e · Andrei Buller 45e · Sergei Paniugov 67e |       | 54e Moreno Nicolussi |                         |  |
| David Togoev · Roman Repp · Sergei Paniugov | (Rapport) |       |                      |                         |  |

### Phase à élimination directe
|  | Quarts de finale                  | Quarts de finale                  |                       |                              | Demi-finales                   | Demi-finales                   |   |  | Finale                | Finale                |
|  | Quarts de finale                  | Quarts de finale                  |                       |                              | Demi-finales                   | Demi-finales                   |   |  | Finale                | Finale                |
|  |                                   |                                   |                       |                              |                                |                                |   |  |                       |                       |
|  | 23 juin / Saint-Vigil de Enneberg | 23 juin / Saint-Vigil de Enneberg |                       |                              | 24 juin / San Martino in Badia | 24 juin / San Martino in Badia |   |  | 25 juin / Campo Tures | 25 juin / Campo Tures |
|  | 23 juin / Saint-Vigil de Enneberg | 23 juin / Saint-Vigil de Enneberg |                       |                              | 24 juin / San Martino in Badia | 24 juin / San Martino in Badia |   |  | 25 juin / Campo Tures | 25 juin / Campo Tures |
|  | Croates de Serbie                 | 2                                 |                       |                              | 24 juin / San Martino in Badia | 24 juin / San Martino in Badia |   |  | 25 juin / Campo Tures | 25 juin / Campo Tures |
|  | Croates de Serbie                 | 2                                 |                       |                              | 24 juin / San Martino in Badia | 24 juin / San Martino in Badia |   |  | 25 juin / Campo Tures | 25 juin / Campo Tures |
|  | Ladin                             | 0                                 |                       |                              | 24 juin / San Martino in Badia | 24 juin / San Martino in Badia |   |  | 25 juin / Campo Tures | 25 juin / Campo Tures |
|  | Ladin                             | 0                                 | Occitanie             | 3                            |                                |                                |   |  | 25 juin / Campo Tures | 25 juin / Campo Tures |
|  | 23 juin / Valdaora                |                                   | Occitanie             | 3                            |                                |                                |   |  | 25 juin / Campo Tures | 25 juin / Campo Tures |
|  |                                   | Croates de Serbie                 | 0                     |                              |                                |                                |   |  | 25 juin / Campo Tures | 25 juin / Campo Tures |
|  | Occitanie                         | Croates de Serbie                 | 0                     | 5                            |                                |                                |   |  | 25 juin / Campo Tures | 25 juin / Campo Tures |
|  | Occitanie                         |                                   |                       | 5                            |                                |                                |   |  | 25 juin / Campo Tures | 25 juin / Campo Tures |
|  | Felvidék                          | 3                                 |                       |                              |                                |                                |   |  | 25 juin / Campo Tures | 25 juin / Campo Tures |
|  | Felvidék                          | 3                                 | Tyrol du Sud          | 2                            |                                |                                |   |  |                       |                       |
|  | 23 juin / Valdaora                |                                   | Tyrol du Sud          | 2                            |                                |                                |   |  |                       |                       |
|  |                                   | Occitanie                         | 1                     |                              |                                |                                |   |  |                       |                       |
|  | Tyrol du Sud                      | Occitanie                         | 1                     | 6                            |                                |                                |   |  |                       |                       |
|  | Tyrol du Sud                      | 24 juin / San Martino in Badia    |                       | 6                            |                                |                                |   |  |                       |                       |
|  | Hongrois de Roumanie              | 1                                 |                       |                              |                                |                                |   |  |                       |                       |
|  | Hongrois de Roumanie              | 1                                 | Tyrol du Sud          | 2                            |                                |                                |   |  |                       |                       |
|  | 23 juin / San Martino in Badia    | 23 juin / San Martino in Badia    | Tyrol du Sud          | 2                            | Match pour la 3e place         | Match pour la 3e place         |   |  |                       |                       |
|  | 23 juin / San Martino in Badia    | 23 juin / San Martino in Badia    |                       | Slovènes de Carinthie (Land) | Match pour la 3e place         | Match pour la 3e place         | 0 |  |                       |                       |
|  | Slovènes de Carinthie (Land)      | 6                                 | 25 juin / Campo Tures | 25 juin / Campo Tures        |                                |                                | 0 |  |                       |                       |
|  | Slovènes de Carinthie (Land)      | 6                                 | 25 juin / Campo Tures | 25 juin / Campo Tures        |                                |                                |   |  |                       |                       |
|  | Russes d'Allemagne                | 3                                 |                       | Slovènes de Carinthie (Land) | V                              |                                |   |  |                       |                       |
|  | Russes d'Allemagne                | 3                                 |                       | Slovènes de Carinthie (Land) | V                              |                                |   |  |                       |                       |
|  |                                   |                                   |                       |                              |                                |                                |   |  | Felvidék              | D                     |
|  |                                   |                                   |                       |                              |                                |                                |   |  | Felvidék              | D                     |

#### Quart de finale
| 23 juin 2016                       | Croates de Serbie                      | 2 - 0        | Ladin | Saint-Vigil de Enneberg |
|                                    | Davor Rajkovaca 29e · Dario Vojnic 67e |              |       |                         |
| Davor Poljaković · Richard Rascani | (Rapport)                              | Davide Porcu |       |                         |

| 23 juin 2016        | Occitanie                 | 1 - 1                                                         | Felvidék                | Valdaora |  |
|                     | Mathieu Irigoyemborde 94e |                                                               | 101e Meslenyi Freistoss |          |  |
| Bastien Cantier 53e | (Rapport)                 | 28e Szilárd Halák · 40e Zoli Németh · 105e Viktor Busánszky · |                         |          |  |
|                     | Tirs au but 4 - 2         |                                                               |                         |          |  |

| 23 juin 2016                                   | Tyrol du Sud                                                            | 6 - 1                                   | Hongrois de Roumanie | Valdaora |  |
|                                                | Matthias Bacher 11e 50e 75e 88e · Lukas Hofer 47e · Stefan Pareiner 60e |                                         | 4e Ákos Sütö         |          |  |
| Markus Fiechter · Peter Mair · Stefan Pareiner | (Rapport)                                                               | 15e 34e 34e Botond Novak · Robert Oprea |                      |          |  |

| 23 juin 2016                      | Slovènes de Carinthie (Land)                                                                                 | 6 - 3                                   | Russes d'Allemagne                                          | San Martino in Badia |  |
|                                   | Markus Mikl 23e 49e · Christian Dlopst 61e · Darjan Aleksič 90+3e · Marjan Kropiunik 96e · Thomas Riedl 107e |                                         | 28e Konstantin Takoev · 70e Ilia Shtein · 82e Andrei Buller |                      |  |
| Darjan Aleksič · Marjan Kropiunik | (Rapport) | German Darkov · Ilya Gerdt · Yury Litke |                                                             |                      |  |

#### 23eplace
| 24 juin 2016 | Minorités nationales estonienne | 3 - 0 | Croates de Serbie | Saint-Vigil de Enneberg |  |
|              |                                 |       |                   |                         |  |
|              | (Rapport)                       |       |                   |                         |  |

#### 21eplace
| 24 juin 2016 | Aroumains                                                  | 3 - 0 | Nord-Schleswig | Saint-Vigil de Enneberg |
|              | Angelo Anagnoste 26e · Tanase Halep 38e · Enach Pilici 50e |       |                |                         |
|              | (Rapport)                                                  |       |                |                         |

#### 19eplace
| 24 juin 2016 | FC DFK Haute-Silésie | 10 - 0 | FC Luserna Cimbre | Villabassa |
|              | Tomasz Schichta 47e 48e 54e · Tomasz Copik 42e 44e · Damian Kampa 21e · Daniel Rakowiecki 30e · Dawid Brehmer 35e · Krzysztof Renner 51e · Damian Serwuszok 59e |        |                   |            |
|              | (Rapport) |        |                   |            |

#### 17eplace
| 24 juin 2016 | Minorité allemande de Hongrie                                             | 4 - 0         | Adalet | Villabassa |
|              | Robert Muth 11e · Soma Vènosz 38e · Ferenc Cseke 45e · David Klencsàk 55e |               |        |            |
| Soma Vénosz  | (Rapport)                                                                 | Ismail Akiiev |        |            |

#### 15eplace
| 24 juin 2016 | Île de Man | 3 - 0 Forfait | Roms de Hongrie | Valle Aurina |  |
|              |            |               |                 |              |  |
|              | (Rapport)  |               |                 |              |  |

#### 13eplace
| 24 juin 2016 | Sorabes de Lusace | 9 - 0 | Frisons du nord | Valle Aurina |
|              | Jonas Krautschick 4e 15e · David Jursch 5e 17e · Peter Domaschke 19e · Simon Sauer 30e · Sebastian Böhm 31e 57e · Felix Rehor 54e |       |                 |              |
|              | (Rapport) |       |                 |              |

#### 11eplace
| 24 juin 2016 | Schleswig du Sud                                  | 3 - 2           | Serbes de Croatie  | Muehlwald |  |
|              | Lukas Larsen 20e · Tim Meyer 49e · Tue Düring 53e |                 | 26e 38e Nenad Erić |           |  |
|              | (Rapport)                                         | Ognjen Knežević |                    |           |  |

#### 9eplace
| 24 juin 2016 | Minorité slovaque de Hongrie                | 4 - 2 | Ligue romanche                          | Muehlwald |  |
|              | Dávid Murvai 16e 52e · Róbert Furár 23e 39e |       | 21e Rafael Machado · 36e Pietro Jacomet |           |  |
| Máté Benis   | (Rapport)                                   |       |                                         |           |  |

### Tableau final

#### Demi-finale classement
| 24 juin 2016                                    | Felvidék                                     | 3 - 1 | Ladin            | Falzes |  |
|                                                 | Lajos Kalmár · Mate Köböl · Renáto Meszlényi |       | Peter Mittermair |        |  |
| Lajos Kalmár · Renáto Meszlényi · Szilárd Halák | (Rapport)                                    |       |                  |        |  |

| 24 juin 2016 | Russes d'Allemagne | 4 - 3 | Hongrois de Roumanie | Falzes |  |
|              |                    |       |                      |        |  |
|              | (Rapport)          |       |                      |        |  |

#### Demi-finale
| 24 juin 2016    | Occitanie | 3 - 0 Forfait                              | Croates de Serbie | San Martino in Badia |  |
|                 |           |                                            |                   |                      |  |
| Pierre Barremae | (Rapport) | Dario Vojnić · Darko Gabrić · Mladen Vizin |                   |                      |  |

| 24 juin 2016                                     | Tyrol du Sud                          | 2 - 0       | Slovènes de Carinthie (Land) | San Martino in Badia |
|                                                  | Lukas Hofer 60e · Matthias Bacher 62e |             |                              |                      |
| Hannes Steger · Martin Ritsch · Thomas Piffrader | (Rapport)                             | Miran Kelih |                              |                      |

#### 7eplace
| 25 juin 2016 | Ladin     | 3 - 0 Forfait | Hongrois de Roumanie | Valle Aurina |  |
|              |           |               |                      |              |  |
|              | (Rapport) |               |                      |              |  |

#### 5eplace
| 25 juin 2016                                                   | Felvidék             | 1 - 0       | Russes d'Allemagne | Valle Aurina |
|                                                                | Ganyovics Erik 90+2e |             |                    |              |
| Katona Jozsef · Ganyovics Erik · Ganyovics Erik · Kalmar Lajos | (Rapport)            | Litke Jurij |                    |              |

#### 3eplace
| 25 juin 2016 | Slovènes de Carinthie (Land) | x - x | Croates de Serbie (se retire) | Campo Tures |  |
|              |                              |       |                               |             |  |
|              | (Rapport)                    |       |                               |             |  |

#### Finale
| 25 juin 2016                          | Tyrol du Sud                            | 2 - 1                                                               | Occitanie          | Campo Tures         |                     |
|                                       | Elmar Haller 2e · Thomas Piffrader 119e |                                                                     | 67e Brice Martinez | Spectateurs : 1,500 | Spectateurs : 1,500 |
| Lukas Hofer 100e · Hannes Steger 102e | (Rapport)                               | 106e 109e 109e Guillaume Lafuente · 120+5e 120+5e 125e Nabil Mousse |                    | Spectateurs : 1,500 | Spectateurs : 1,500 |

| Champion Europeada 2016      |
| ---------------------------- |
| Tyrol du Sud Troisième titre |

## Tournoi féminin

### Phase de groupes
Phase de groupes

#### Classements et résultats

##### Groupe X
| Équipe            | J | V | N | D | BM | BE | DB  | Pts |
| ----------------- | - | - | - | - | -- | -- | --- | --- |
| Occitanie         | 2 | 2 | 0 | 0 | 14 | 2  | +12 | 6   |
| Tyrol du Sud      | 2 | 1 | 0 | 1 | 6  | 2  | +4  | 3   |
| Sorabes de Lusace | 2 | 0 | 0 | 2 | 1  | 17 | -16 | 0   |

| 19 juin 2016 | Occitanie | 12 - 1 | Sorabes de Lusace     | Muehlwald, Italie |  |
|              | Rose Lavaud 18e 32e 34e 40e · Sarah Dernis 23e 69e 78e · Laurie Saulnier 2e 22e · Solène Barbance 10e · Laura Asensio 82e · Morgane Ritter 44e |        | 62e Chrystina Paschke |                   |  |
|              | (Rapport) |        |                       |                   |  |

| 20 juin 2016 | Tyrol du Sud                                                                              | 5 - 0 | Sorabes de Lusace | Campo Tures, Italie |
|              | Katharina Pföstl 81e 91e · Hannah Bielak 44e · Daniela Consolati 51e · Verena Erlacher 9e |       |                   |                     |
|              | (Rapport)                                                                                 |       |                   |                     |

| 21 juin 2016      | Occitanie                             | 2 - 1                                                             | Tyrol du Sud        | Valle Aurina, Italie |  |
|                   | Solène Barbance 61e · Rose Lavaud 74e |                                                                   | 32e Stefanie Reiner |                      |  |
| Rose Lavaud 90+5e | (Rapport)                             | 12e Manuela Ladstätter · 60e Verena Erlacher · 79e Daniela Kofler |                     |                      |  |

##### Groupe Y
| Équipe             | J | V | N | D | BM | BE | DB  | Pts |
| ------------------ | - | - | - | - | -- | -- | --- | --- |
| Russes d'Allemagne | 2 | 2 | 0 | 0 | 10 | 0  | +10 | 6   |
| Ladin              | 2 | 1 | 0 | 1 | 2  | 2  | 0   | 3   |
| Ligue romanche     | 2 | 0 | 0 | 2 | 1  | 11 | -10 | 0   |

| 19 juin 2016 | Russes d'Allemagne    | 1 - 0 | Ladin | Saint-Vigil de Enneberg, Italie |
|              | Viktoriia Kozlova 67e |       |       |                                 |
|              | (Rapport)             |       |       |                                 |

| 20 juin 2016                              | Ladin                                  | 2 - 1                | Ligue romanche      | Falzes, Italie |  |
|                                           | Iris Steinmayr 8e · Giuana Prugger 47e |                      | 69e Fabiola Vincenz |                |  |
| Giuana Prugger 49e · Valentina Zulian 87e | (Rapport)                              | 88e Gianna Decurtins |                     |                |  |

| 21 juin 2016 | Russes d'Allemagne                                                                                              | 9 - 0 | Ligue romanche | San Martino in Badia, Italie |
|              | Anastasiya Diyun 1re 5e 13e 67e 70e · Kristina Nurgalicva 82e 84e · Alena Trushkina 86e · Angelina Grimberg 90e |       |                |                              |
|              | (Rapport) |       |                |                              |

### Phase à élimination directe

#### 5eplace
| 23 juin 2016 | Sorabes de Lusace | 1 - 0 | Ligue romanche | Selva dei Molini, Italie |
|              | Sophia Böhmak     |       |                |                          |
|              | (Rapport)         |       |                |                          |

### Tableau final
|  | Demi-finales         | Demi-finales    |              |   | Finale            | Finale            |
|  | Demi-finales         | Demi-finales    |              |   | Finale            | Finale            |
|  |                      |                 |              |   |                   |                   |
|  | 23 juin, Falzes      | 23 juin, Falzes |              |   | 24 juin, Valdaora | 24 juin, Valdaora |
|  | 23 juin, Falzes      | 23 juin, Falzes |              |   | 24 juin, Valdaora | 24 juin, Valdaora |
|  | Occitanie            | 6               |              |   | 24 juin, Valdaora | 24 juin, Valdaora |
|  | Occitanie            | 6               |              |   | 24 juin, Valdaora | 24 juin, Valdaora |
|  | Ladin                | 0               |              |   | 24 juin, Valdaora | 24 juin, Valdaora |
|  | Ladin                | 0               | Tyrol du Sud | 3 |                   |                   |
|  | 23 juin, Campo Tures |                 | Tyrol du Sud | 3 |                   |                   |
|  |                      | Occitanie       | 2            |   |                   |                   |
|  | Tyrol du Sud         | Occitanie       | 2            | 2 |                   |                   |
|  | Tyrol du Sud         |                 |              | 2 |                   |                   |
|  | Russes d'Allemagne   | 1               |              |   |                   |                   |
|  | Russes d'Allemagne   | 1               | 3e place     |   |                   |                   |
|  |                      |                 |              |   |                   |                   |
|  | 24 juin, Valdaora    |                 |              |   |                   |                   |
|  |                      |                 |              |   |                   |                   |
|  | Russes d'Allemagne   | 3               |              |   |                   |                   |
|  | Russes d'Allemagne   | 3               |              |   |                   |                   |
|  | Ladin                | 2               |              |   |                   |                   |
|  | Ladin                | 2               |              |   |                   |                   |

#### Demi-finale
| 23 juin 2016 | Occitanie                                                                    | 6 - 0 | Ladin | Falzes, Italie |
|              | Laurie Saulnier · Rose Lavaud · Sarah Dernis · Farah Lagra · Solène Barbance |       |       |                |
|              | (Rapport)                                                                    |       |       |                |

| 23 juin 2016                                | Tyrol du Sud         | 1 - 0                 | Russes d'Allemagne | Campo Tures, Italie |
|                                             | Catherine Pföstl 90e |                       |                    |                     |
| Yvonne Lanthaler 37e · Katharina Pföstl 43e | (Rapport)            | 43e 43e Albina Ikkert |                    |                     |

#### 3eplace
| 24 juin 2016 | Russes d'Allemagne | 0 - 0                                              | Ladin | Stade Olang, Valdaora, Italie |  |
|              |                    |                                                    |       |                               |  |
|              | (Rapport)          | 34e Laura Di Genova · 103e 103e 103e Nadia Rizzi · |       |                               |  |
|              | Tirs au but 3 - 2  |                                                    |       |                               |  |

#### Finale
| 24 juin 2016        | Tyrol du Sud                                                      | 3 - 2                                    | Occitanie              | Stade Olang, Valdaora, Italie |  |
|                     | Nadine Nischler 78e · Katrin Plankl 80e · Anna Katharina Peer 86e |                                          | 4e 42e Laurie Saulnier |                               |  |
| Verena Erlacher 19e | (Rapport)                                                         | 26e Pauline Exposito · 68e Laura Asensio |                        |                               |  |

| Champion Europeada féminin 2016 |
| ------------------------------- |
| Tyrol du Sud Premier titre      |

## Statistiques, classements et buteurs

### Classement des buteurs
| 7 buts - MSH Róbert Furár 6 buts - Matthias Bacher - Nenad Erić 5 buts - Jannik Drews - Tomasz Schichta 4 buts - Stefan Pareiner - Dario Vojnić - Renato Meszlenyi - Thomas Riedl - David Jursch - Jonas Krautschick - Peter Domaschke - RA Ilia Shtein - RA Konstantin Takoev 3 buts - Mathieu Irigoyemboyde - Peter Mair - Thomas Piffrader - Lukas Hofer - Ricard Rascani - Lajos Kalmár - Maximilian Kumer - Markus Mikl - Christian Dlopst - Tim Meyer - Tobias Zuth - Tomasz Copik - RA Artur Shleermakher - MSH Daniel Zima | 2 buts - Guillaume Lafuente - Mickael Bertini - Simon Greif - Samuel Frontull - David Huber - Peter Mittermair - Davor Poljaković - Igor Skenderović - Patrik Tarlósi - Mauro Demont - Tiziano Vinzens - Ronny Caduff - David Zoller - György Prágai - David Meszaros - Darjan Aleksič - Marjan Kropiunik - Sebastian Böhm - Simon Sauer - Jonas Walter - Lukas Larsen - Furo Davies - Lasse Paulsen - Damian Serwuszok - Viktor Schneider - Strahinja Božić - MSH Dávid Murvai - MSH Gabor Krajcs - MSH Máté Mészáros - RA Timur Dzebosov - RA Andrei Buller - FCLC Moreno Nicolussi | 1 but - Boris Massarè - Quentin Chalut Natal - Pierre Barremaecker - Brice Martinez - Martin Pichler - Martin Ritsch - Elmar Haller - Artur Temirov - Marco Mutschlec - Florian Rubatscher - Davide Porcu - Aron Kostner - Alex Elzenbaumer - Bojan Ušumović - Damir Lukać - Davor Šimić - Milan Petres - Slaviša Stipancevic - Davor Rajkovaca - György Juhász - Csaba Bencsik - Matiu Dermont - Alig Matias - Tiziano Vinzenz - Rafael Machado - Pietro Jacomet - Nemeth Zoli - Jozsef Katona - Meslenyi Freistoss - Ganyovics Erik - Mate Köböl - Lorcan Mensing - Florian Kelih - Matija Smrtnik - Daniel Fratschko - Rafael Lerchste | - Felix Rehor - Denny Krahl - Danut Stere - Alexandru Nicolae Bujicu - Angelo Anagnoste - Tanase Halep - Enach Pilici - Lukas Linhardt - Viorel Craciun - Jaris Düring - Steffen Eglseder - Tue Düring - Frank Jones - Sean Doyle - Adam Zajac - Damian Skoruppa - Damian Kampa - Daniel Rakowiecki - Dawid Brehmer - Krzysztof Renner - László Várfalvi - Robert Muth - Soma Vènosz - Ferenc Cseke - David Klencsàk - Nemanja Dorić - Aleksandar Glamocak - MSH Ákos Barta - MSH Dávid László - RA David Togoev - RA Aleksandr Genze - RA Ivan Vigil - RA Artem Gafner - RA Nikolai Sharlapov - RA Andrei Buller - RA Sergei Paniugov - FCLC Moreno Nicolussi |

### Classement des buteuses
| 6 buts - Rose Lavaud - Laurie Saulnier 5 buts - RA Anastasiya Diyun 4 buts - Sarah Dernis 3 buts - Solène Barbance - Katharina Pföstl 2 buts - RA Kristina Nurgalicva | 1 but - Laura Asensio - Morgane Ritter - Farah Lagra - Chrystina Paschke - Sophia Böhmak - Hannah Bielak - Daniela Consolati - Verena Erlacher - Stefanie Reiner - Nadine Nischler - Katrin Plankl - Anna Katharina Peer - Iris Steinmayr - Giuana Prugger - Fabiola Vincenz - RA Viktoriia Kozlova - RA Alena Trushkina - RA Angelina Grimberg |